# Skyrunning
Skyrunning-ul este un sport de alergare care se desfășoară în medii înalte de munte pe cărări precum poteci, morene, stânci sau zăpadă (asfalt cu un procentaj mai mic de 15%), la altitudini care pot atinge sau depăși 4.000 m. Din 2008, competițiile au fost reglementate de International Skyrunning Federation (ISF), organizație sportivă internațională care înlocuiește Federation for Sport at Altitude (FSA), înființată în 1995.

## Disciplinele Skyrunning-ului
Diferitele discipline ale Skyrunning-ului sunt:
| Cursa              | Distanța  | Urcare pozitivă (minimă) | Informații extra |
| ------------------ | --------- | ------------------------ | --- |
| Sky                | 20–49 km  | 1.300 m                  | - |
| Ultra              | 50–99 km  | 3.200 m                  | sub 16 ore ca timp maxim                                                                                                 |
| Vertical           | max 5 km  | 1.000 m                  | |
| SkySpeed           | max 500 m | 100 m                    | - |
| Stair Climbing     | -         | 100 m                    | curse cu pantă mai mare de 45% pe scări indoor sau outdoor                                                               |
| SkySnow - Vertical | max 5 km  | min 15%                  | curse pe zăpadă (măcar 70%) cu folosirea obligatoare de micro colțari                                                    |
| SkySnow - Classic  | min 9 km  | 300 m                    | curse pe zăpadă (măcar 70%) cu folosirea obligatoare de micro colțari                                                    |
| SkyBike            | -         | -                        | sport combinat compus din bicicletă de corsă sau mountain bike și vertical kilometer un al tip de cursă skyrunning       |
| SkyRaid            | -         | -                        | cură pe echipe ce combină curse tip skyrunning pe distanzațe lungi cu alte tipuri de curse, es. ciclism, schi, cățărare. |

## Sportivi români
- Denisa Dragomir